# Bramfield (Suffolk)
Bramfield is een civil parish in het bestuurlijke gebied East Suffolk, in het Engelse graafschap Suffolk. In 2001 telde het dorp 369 inwoners.